# William Jackson Hooker
William Jackson Hooker (ur. 6 lipca 1785 w Norwich, zm. 2 sierpnia 1865 w Kew w hrabstwie Surrey) – angielski botanik i mykolog. Był pierwszym dyrektorem Królewskich Ogrodów Botanicznych (Kew Gardens) niedaleko Londynu. Znacznie poszerzył wiedzę o paprociach, glonach, porostach i grzybach, a także o roślinach wyższych.
W 1805 roku przypadkowo odkrył rzadki gatunek mchu Buxbaumia aphylla, a odkrycie to potwierdził znany botanik Dawson Turner. To spowodowało, że zainteresował się botaniką i już w wieku 21 lat został członkiem Towarzystwa Linneuszowskiego w Londynie. W 1809 r. po ukończeniu szkoły Norwich Grammar School odbył podróż do Islandii, na co pozwoliła mu odziedziczona fortuna, podobnie jak następnie na sfinansowanie studiów w Anglii. W latach 1814–1815 odbył podróż do Francji, Szwajcarii i Włoch. Podczas tych podróży zapoznał się z czołowymi botanikami Europy. W 1815 r. ożenił się z córką Dawsona Turnera. W 1820 r., dzięki poparciu Josepha Banksa, został wykładowcą botaniki na Uniwersytecie Glasgow i pracował tu do 1841 r.
Dzięki licznym znajomościom i wpływom w 1841 roku Hooker został dyrektorem Kew Gardens koło Londynu. Udało mu się nabyć na potrzeby tego ogrodu wiele okolicznych dóbr królewskich, rozpocząć budowę kilku szklarni, w tym słynnej palmiarni, oraz uporządkować rabaty ogrodowe w bardziej logiczny i naukowy sposób. W dużej mierze przyczynił się również do udostępnienia większej części ogrodu do publicznego wglądu. Utrzymał stanowisko dyrektora aż do śmierci w 1865 roku, a stanowisko to przejął po nim jego syn Joseph Dalton Hooker.
W 1811 r. Hooker opublikował swój dziennik podróży po Islandii, a w ciągu następnych 50 lat ponad 20 głównych prac oraz liczne artykuły w czasopismach. Zajmował się głównie roślinami zarodnikowymi (paprocie, mchy, grzyby). Był pionierem w badaniach botaniki rolnej, a jego publikacje i praca w Kew Garden uczyniły go jednym z czołowych botaników ówczesnej Anglii.
W nazwach naukowych opisanych przez niego taksonów dodawany jest skrót jego nazwiska Hook.